# دون باتينكين
دون باتينكين (بالعبرية: דן פטינקין) (8 يناير 1922 - 7 أغسطس 1995) عالم اقتصادي إسرائيلي أمريكي المولد، وكان رئيسا للجامعة العبرية في القدس.   
حصل على جائزة إسرائيل عام 1970. 

## حياته
ولد دون باتينكين في 8 يناير 1922 في شيكاغو لعائلة من المهاجرين اليهود من بولندا.  وبجانب دراسته الجامعية في جامعة شيكاغو، درس التلمود في الكلية اللاهوتية العبرية في شيكاغو. وواصل دراسته في شيكاغو وحصل على درجة الدكتوراه في عام 1947 تحت إشراف أوسكار آر لانج.
كان باتينكين صهيونيا. وأثناء دراسته العليا خطط للهجرة إلى فلسطين. ودرس الاقتصاد الفلسطيني في بحث التخرج الجامعي، لكنه لم يكمل أطروحته في هذا الموضوع.
وبعد التخرج عمل محاضراً في جامعتي شيكاغو وإلينوي، حتى نجح في الهجرة إلى إسرائيل عام 1949 حيث عينته الجامعة العبرية في القدس. وفي عام 1956 عُين مديرًا للبحوث في معهد فالك للأبحاث الاقتصادية، الذي أنشأه سيمون كوزنتس بدعم من مؤسسة فالك.

## عمله الأكاديمي
عمل باتينكين في الجامعة العبرية، وترقى بها حتى أصبح رئيسًا للجامعة من عام 1982 إلى عام 1986، خلفاً لأفراهام هارمان. واستقال لسوء الأوضاع المالية للجامعة وخلفه أمنون بازي. وتقاعد عام 1989 وتوفي في 7 أغسطس عام 1995 في القدس.    

## أبحاثه الاقتصادية
ركزت أبحاث باتينكين على استكشاف بعض الأسس الدقيقة للنظرية الاقتصادية لكينزي، ولا سيما دور الطلب على النقود. واعتُبر كتابه المعنون «المال والفائدة والأسعار» (1956) لسنوات عديدة أحد أكثر المراجع المتقدمة استخدامًا في الاقتصاد النقدي. 
ويعتقد هو ديكسون أن كتاب " المال والفائدة والأسعار" ربما يكون بأهمية كتاب مثل "نظرية كينز العامة". وفي حين أن هذا الأخير لديه أصالة أكثر، فإن الأول لديه وضوح أكبر في الرؤية والتعبير اللغوي. ويذكر دون باتينكين نظريته عن سوق العمل والمفهوم المقابل لتوازن التوظيف الكامل في ثلاث صفحات فقط من كتابه. وتستحق هذه الصفحات اهتمامًا كبيرًا: فهي توضح نموذج سوق العمل الذي أصبح الأساس القياسي لمنحنى إجمالي العرض في نموذج إجمالي الطلب / إجمالي العرض (AD / AS). على الرغم من أن باتينكين نفسه لم يصوغ تمثيل AD / AS، إلا أنه موجود ضمنياً في كتابه " النقود والفوائد والأسعار". " 

## الأعمال المنشورة
- المذهب التجاري وإعادة قبول اليهود في إنجلترا - 1946
- الشركات متعددة المصانع والكارتلات والمنافسة غير الكاملة"، 1947
- «الأسعار النسبية، قانون ساي، والطلب على النقود»، 1948، إيكونوميتريكا.
- «مرونة الأسعار والتوظيف الكامل»، 1948
- «عدم تحديد الأسعار المطلقة في النظرية الاقتصادية الكلاسيكية»، 1949، إيكونوميتريكا.
- «البطالة غير الطوعية ووظيفة التوريد الكينزية»، 1949.
- إعادة نظر في نظرية التوازن العامة للنقود، 1950.
- بطلان النظرية الكلاسيكية النقدية، 1951، إيكونوميتريكا.
- «الاقتصاد الكينزي ونظرية الكم»، 1954
- «التطورات النقدية والأسعار في إسرائيل»، 1955
- «النقود والفوائد والأسعار: تكامل النظرية النقدية والقيمة»، 1956.
- «تفضيل السيولة والصناديق القابلة للإقراض: تحليل المخزون والتدفق»، 1958، إيكونوميكا.
- «تحركات الأسعار العلمانية والتنمية الاقتصادية: بعض الجوانب النظرية»
- «الاقتصاد الإسرائيلي: العقد الأول»، 1959.
- «كينز والاقتصاد القياسي: حول تفاعل ثورات الاقتصاد الكلي في فترة ما بين الحربين»، 1976، إيكونوميتريكا.

## الجوائز والتقدير
حصل باتينكين على جائزة إسرائيل عام 1970. 

## روابط خارجية
- أوراق دون باتينكين، 1870-1995، مكتبة روبنشتاين، جامعة ديوك. يتضمن أيضًا التسلسل الزمني للحياة.
- مراجع لعمل باتينكين «الكلاسيكي»